# Anthaxia attenuata
Anthaxia (Haplanthaxia) attenuata – gatunek chrząszcza z rodziny bogatkowatych, podrodziny Buprestinae i plemienia Anthaxiini.
Kwietniczek o małym, łódkowatym ciele długości około 4 mm, ubarwiony spiżowo z niebieskozielonym czołem i takimż połyskiem wokół tarczki. Głowa węższa niż przednia krawędź przedplecza. Czoło płaskie, pozbawione mikrorzeźby, o ledwo zaznaczonym rowku środkowym. Przedplecze po bokach szeroko zaokrąglone, najszersze pośrodku i tam wyraźnie szersze niż pokrywy na wysokości barków. Pokrywy od barków do wierzchołka zwężające się, ich epipleury sięgają tylko wierzchołkowej, zaokrąglonej części. Wentryt analny u samic pośrodku wcięty. Narządy rozrodcze samca o edeagusie mniej walcowatym niż u A. boettcheri i nieco w tylnej ⅓ nabrzmiałym, a paramerach ząbkowanych bardzo delikatnie i tylko po grzbietowej stronie tylnej połowy.
Chrząszcz znany z filipińskiej wyspy Negros.